# Arrest Kuunders/Swinkels
Het arrest Kuunders/Swinkels (HR 18 juni 2004, NJ 2004/585) is een arrest van de Nederlandse Hoge Raad dat betrekking heeft op een elektricien die een beroep doet op een exoneratiebeding in algemene voorwaarden.

## Casus
Kuunders heeft een varkensfok- en mestbedrijf. In een stal met 900 mestvarkens zijn ventilatoren noodzakelijk om de varkens van voldoende frisse lucht te voorzien. Deze werken zodanig dat het toerental evenredig is met de temperatuur in de stal. Bij een storing in de ventilatie treedt een alarm in werking in de vorm van een luchthoorn, later gevolgd door een semafoon-signaal naar Kuunders.
Swinkels is de vaste elektricien van Kuunders. Bij een reparatie op 9 juni 1997 moest een zekering worden vervangen. Toen is een noodzekering geplaatst, welke op 13 juni door Swinkels is vervangen. Daartoe was het alarm uitgeschakeld, maar Swinkels heeft verzuimd om het alarm weer in werking te stellen. Ook was Kuunders niet op de hoogte gesteld van de komst van Swinkels.
Door een aardlek is 's nachts de ventilatie uitgevallen. De volgende ochtend waren 764 varkens door verstikking om het leven gekomen. Kuunders heeft toen vastgesteld dat het alarm was uitgeschakeld. Swinkels is verzekerd.

## Procesgang
De vordering van Kuunders tot schadevergoeding is door de rechtbank afgewezen. Dit vonnis is in hoger beroep door het hof vernietigd. Swinkels is door het hof veroordeeld tot een schadevergoeding van slechts 30 gulden, in verband met een exoneratiebeding in de algemene voorwaarden. Dit arrest is in cassatie vernietigd, en het geding is voor verdere behandeling doorverwezen naar een ander hof. Swinkels is veroordeeld in de kosten van het geding in cassatie.

### Hof
Het hof honoreert het beroep van Swinkels op een exoneratiebeding in de door hem gehanteerde algemene voorwaarden op grond waarvan de aansprakelijkheid van Swinkels aanzienlijk wordt beperkt, omdat geen sprake is van opzet of grove schuld van Swinkels. De stelling van Kuunders dat een beroep op het exoneratiebeding onder de gegeven omstandigheden naar maatstaven van redelijkheid en billijkheid onaanvaardbaar is, is door het hof verworpen. Op basis van een veronderstelde aanneemsom van 200 gulden voor het vervangen van een zekering kan Swinkels slechts worden aangesproken voor een bedrag van 30 gulden –15% van de aanneemsom– krachtens het onderhavige exoneratiebeding.

### Hoge Raad
De Hoge Raad overwoog:

3.6

Bij de beoordeling van het [cassatie]middel moet worden vooropgesteld dat een exoneratiebeding buiten toepassing dient te blijven voor zover die toepassing in de gegeven omstandigheden naar maatstaven van redelijkheid en billijkheid onaanvaardbaar zou zijn, hetgeen in het algemeen het geval zal zijn als de schade is te wijten aan opzet of bewuste roekeloosheid van de schuldenaar of van met de leiding van zijn bedrijf belaste personen (HR 12 december 1997, nr. 16397, NJ 1998, 208).

Daarbij zal de rechter rekening moeten houden met alle omstandigheden waarop door de partij die het beding buiten toepassing gelaten wil zien, zich heeft beroepen.
In het bijzonder zal in een geval als het onderhavige in aanmerking moeten worden genomen hoe laakbaar het verzuim dat tot aansprakelijkheid zou moeten leiden, is geweest, wat de gevolgen van dit verzuim zijn en in hoeverre de daardoor ontstane schade eventueel door verzekering is gedekt.

3.7

Gelet op de hiervoor in 3.6 vermelde maatstaf geeft het oordeel van het hof blijk van een onjuiste rechtsopvatting dan wel is dit oordeel ontoereikend gemotiveerd. (...) Mocht het hof wel van de juiste maatstaf zijn uitgegaan, dan had het in zijn motivering moeten betrekken waarom de door Kuunders aangevoerde omstandigheden niet tot het oordeel kunnen leiden dat een beroep op het exoneratiebeding naar maatstaven van redelijkheid en billijkheid onaanvaardbaar is. Het hof heeft echter een aantal van deze omstandigheden niet in zijn motivering betrokken. De hiervoor (...)  vermelde stellingen van Kuunders hielden niet alleen in dat het functioneren van het alarm van levensbelang was voor de in de stal verblijvende varkens, maar ook dat Swinkels zich had moeten realiseren dat hij – omdat Kuunders niet ervan ... op de hoogte was dat Swinkels werkzaamheden uitvoerde – niet mocht verzuimen erop te letten dat het alarm weer werd ingeschakeld en goed functioneerde omdat Kuunders niet erop bedacht zou (behoeven te) zijn dat daarop extra zou moeten worden gelet. Op Swinkels rustte dus volgens de stellingen van Kuunders een bijzondere zorgplicht, waaraan het hof geen aandacht heeft besteed. Het hof had voorts aandacht moeten besteden aan de door Kuunders met betrekking tot het exoneratiebeding aangevoerde omstandigheden, waaronder in het bijzonder het feit dat de aansprakelijkheid van Swinkels, in beginsel, door verzekering was gedekt. De hierop gerichte klachten (...) treffen doel,